# Frank (album)
Frank je debutové studiové album anglické zpěvačky Amy Winehouse, vydané 20. října 2003 u Island Records.

## Seznam skladeb
| Pořadí | Název                                                          | Autor | Délka |
| ------ | -------------------------------------------------------------- | --- | ----- |
| 1.     | Intro“ / „Stronger Than Me                                     | Amy Winehouse / Amy Winehouse, Salaam Remi | 3:54  |
| 2.     | You Sent Me Flying“ / „Cherry                                  | Amy Winehouse, Felix Howard / Amy Winehouse, Salaam Remi | 6:50  |
| 3.     | Know You Now                                                   | Amy Winehouse, Gordan Williams, Earl Chinna Smith, Delroy "Chris" Cooper, Astor Campbell, Donovan Jackson | 3:03  |
| 4.     | Fuck Me Pumps                                                  | Amy Winehouse, Salaam Remi | 3:20  |
| 5.     | I Heard Love Is Blind                                          | Amy Winehouse | 2:10  |
| 6.     | Moody's Mood for Love“ / „Teo Licks                            | Jimmy McHugh, Dorothy Fields, James Moody / Amy Winehouse | 3:28  |
| 7.     | (There Is) No Greater Love                                     | Isham Jones, Marty Symes | 2:08  |
| 8.     | In My Bed                                                      | Amy Winehouse, Salaam Remi | 5:17  |
| 9.     | Take the Box                                                   | Amy Winehouse, Luke Smith | 3:20  |
| 10.    | October Song                                                   | Amy Winehouse, Matt Rowe, Stefan Skarbek | 3:24  |
| 11.    | What Is It About Men                                           | Amy Winehouse, Felix Howard, Paul Watson, Luke Smith, Gordan Williams, Earl Chinna Smith, Wilburn Squiddley Cole, Delroy "Chris" Cooper, Donovan Jackson                                                               | 3:29  |
| 12.    | Help Yourself                                                  | Amy Winehouse, Jimmy Hogarth | 5:01  |
| 13.    | Amy Amy Amy“ / „Outro“ „Brother“ „Mr Magic (Through the Smoke) | Amy Winehouse, Matt Rowe, Stefan Skarbek / Amy Winehouse, Salaam Remi Amy Winehouse, Earl Chinna Smith, Teodross Avery, Donovan Jackson, Astor Campbell, Gordan Williams Amy Winehouse, Ralph McDonald, William Salter | 13:14 |

| Deluxe edition bonus tracks | Deluxe edition bonus tracks                        | Deluxe edition bonus tracks |
| Pořadí                      | Název                                              | Délka                       |
| --------------------------- | -------------------------------------------------- | --------------------------- |
| 1.                          | Take the Box (Original Demo)                       |                             |
| 2.                          | I Heard Love Is Blind (Original Demo)              |                             |
| 3.                          | Someone to Watch Over Me (Original Demo)           |                             |
| 4.                          | What It Is (Original Demo)                         |                             |
| 5.                          | Teach Me Tonight (Hootenanny)                      |                             |
| 6.                          | Round Midnight                                     |                             |
| 7.                          | Fool's Gold                                        |                             |
| 8.                          | Stronger Than Me (Later With Jools Holland)        |                             |
| 9.                          | I Heard Love Is Blind (Live at Concorde)           |                             |
| 10.                         | Take the Box (Live At The Concorde, Brighton)      |                             |
| 11.                         | In My Bed (Live At The Concorde, Brighton)         |                             |
| 12.                         | Mr Magic (Through the Smoke) (Janice Long session) |                             |
| 13.                         | (There Is) No Greater Love (Janice Long session)   |                             |
| 14.                         | Fuck Me Pumps (MJ Cole Remix)                      |                             |
| 15.                         | Take the Box (Seijis Buggin' Mix)                  |                             |
| 16.                         | Stronger Than Me (Harmonic 33 Remix)               |                             |
| 17.                         | In My Bed (CJ Mix)                                 |                             |

| Americká edice | Americká edice                                                 | Americká edice | Americká edice |
| Pořadí         | Název                                                          | Autor | Délka          |
| -------------- | -------------------------------------------------------------- | --- | -------------- |
| 1.             | Intro“ / „Stronger Than Me                                     | Amy Winehouse / Amy Winehouse, Salaam Remi | 3:54           |
| 2.             | You Sent Me Flying“ / „Cherry                                  | Amy Winehouse, Felix Howard / Amy Winehouse, Salaam Remi | 6:50           |
| 3.             | Know You Now                                                   | Amy Winehouse, Gordan Williams, Earl Chinna Smith, Delroy "Chris" Cooper, Astor Campbell, Donovan Jackson | 3:03           |
| 4.             | Fuck Me Pumps                                                  | Amy Winehouse, Salaam Remi | 3:20           |
| 5.             | I Heard Love Is Blind                                          | Amy Winehouse | 2:10           |
| 6.             | Moody's Mood for Love“ / „Teo Licks                            | Jimmy McHugh, Dorothy Fields, James Moody / Amy Winehouse | 3:28           |
| 7.             | (There Is) No Greater Love                                     | Isham Jones, Marty Symes | 2:08           |
| 8.             | In My Bed                                                      | Amy Winehouse, Salaam Remi | 5:17           |
| 9.             | Take the Box                                                   | Amy Winehouse, Luke Smith | 3:20           |
| 10.            | October Song                                                   | Amy Winehouse, Matt Rowe, Stefan Skarbek | 3:24           |
| 11.            | What Is It About Men                                           | Amy Winehouse, Felix Howard, Paul Watson, Luke Smith, Gordan Williams, Earl Chinna Smith, Wilburn Squiddley Cole, Delroy "Chris" Cooper, Donovan Jackson                                                               | 3:29           |
| 12.            | Amy Amy Amy“ / „Outro“ „Brother“ „Mr Magic (Through the Smoke) | Amy Winehouse, Matt Rowe, Stefan Skarbek / Amy Winehouse, Salaam Remi Amy Winehouse, Earl Chinna Smith, Teodross Avery, Donovan Jackson, Astor Campbell, Gordan Williams Amy Winehouse, Ralph McDonald, William Salter | 13:14          |

| Nizozemská, francouzská, německá a novozélandská edice | Nizozemská, francouzská, německá a novozélandská edice         | Nizozemská, francouzská, německá a novozélandská edice | Nizozemská, francouzská, německá a novozélandská edice |
| Pořadí                                                 | Název                                                          | Autor | Délka                                                  |
| ------------------------------------------------------ | -------------------------------------------------------------- | --- | ------------------------------------------------------ |
| 1.                                                     | Intro“ / „Stronger Than Me                                     | Amy Winehouse / Amy Winehouse, Salaam Remi | 3:54                                                   |
| 2.                                                     | You Sent Me Flying“ / „Cherry                                  | Amy Winehouse, Felix Howard / Amy Winehouse, Salaam Remi | 6:50                                                   |
| 3.                                                     | Fuck Me Pumps                                                  | Amy Winehouse, Salaam Remi | 3:20                                                   |
| 4.                                                     | I Heard Love Is Blind                                          | Amy Winehouse | 2:10                                                   |
| 5.                                                     | Moody's Mood for Love“ / „Teo Licks                            | Jimmy McHugh, Dorothy Fields, James Moody / Amy Winehouse | 3:28                                                   |
| 6.                                                     | (There Is) No Greater Love                                     | Isham Jones, Marty Symes | 2:08                                                   |
| 7.                                                     | In My Bed                                                      | Amy Winehouse, Salaam Remi | 5:17                                                   |
| 8.                                                     | Take the Box                                                   | Amy Winehouse, Luke Smith | 3:20                                                   |
| 9.                                                     | October Song                                                   | Amy Winehouse, Matt Rowe, Stefan Skarbek | 3:24                                                   |
| 10.                                                    | What Is It About Men                                           | Amy Winehouse, Felix Howard, Paul Watson, Luke Smith, Gordan Williams, Earl Chinna Smith, Wilburn Squiddley Cole, Delroy "Chris" Cooper, Donovan Jackson                                                               | 3:29                                                   |
| 11.                                                    | Amy Amy Amy“ / „Outro“ „Brother“ „Mr Magic (Through the Smoke) | Amy Winehouse, Matt Rowe, Stefan Skarbek / Amy Winehouse, Salaam Remi Amy Winehouse, Earl Chinna Smith, Teodross Avery, Donovan Jackson, Astor Campbell, Gordan Williams Amy Winehouse, Ralph McDonald, William Salter | 13:14                                                  |